# Off with Their Heads

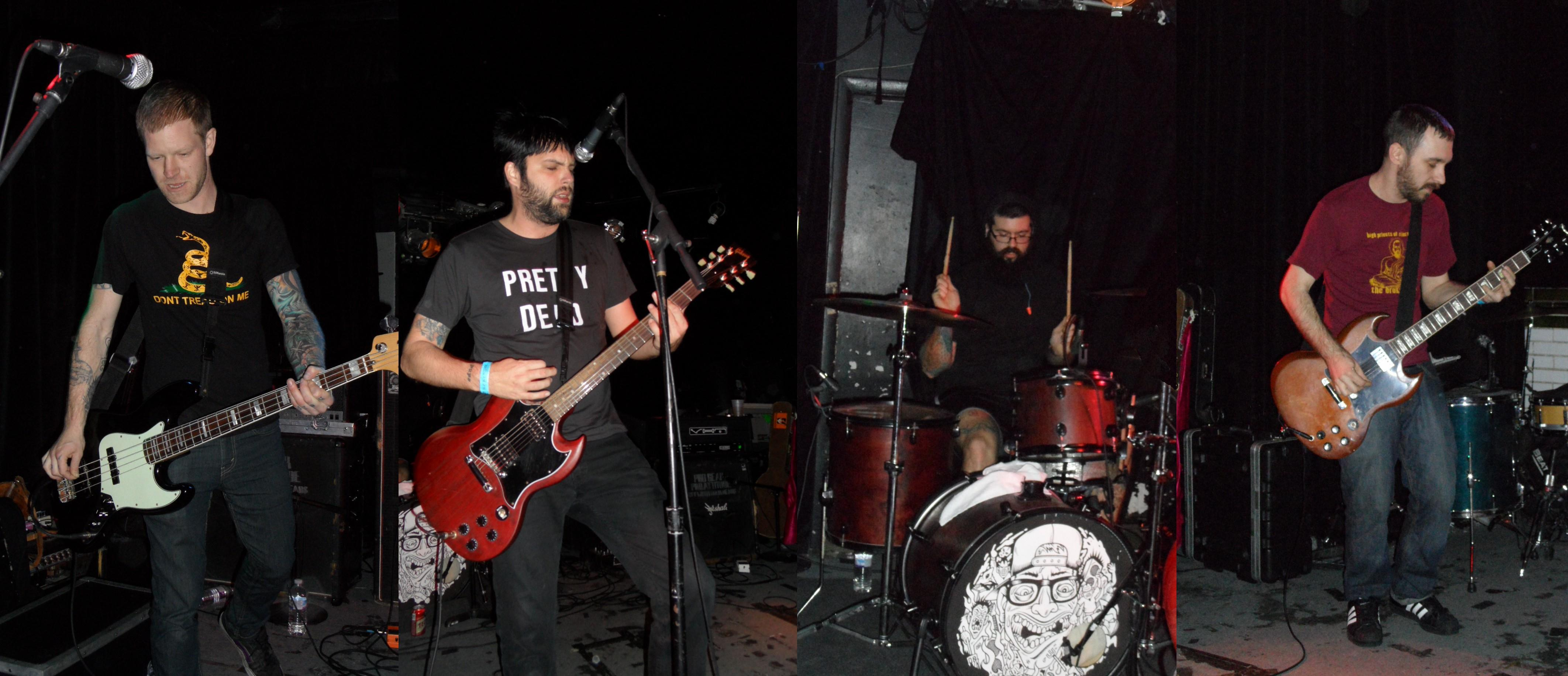
représentation de "Off with Their Heads"

Albums de Kaiser Chiefs
Yours Truly, Angry Mob
(2007) The Future Is Medieval
(2011)
Singles
1. Never Miss a Beat (en)
Sortie : 6 octobre 2008
2. Good Days Bad Days
Sortie : 15 décembre 2008

Off with Their Heads est le troisième album du groupe britannique de rock Kaiser Chiefs, publié le 20 octobre 2008 par B-Unique Records au Royaume-Uni et Universal Motown Records aux États-Unis.

## Liste des chansons
Toutes les chansons sont écrites et composées par Kaiser Chiefs.
| No  | Titre                    | Durée |
| --- | ------------------------ | ----- |
| 1.  | Spanish Metal            | 2:19  |
| 2.  | Never Miss a Beat        | 3:08  |
| 3.  | Like It Too Much         | 3:23  |
| 4.  | You Want History         | 3:45  |
| 5.  | Can't Say What I Mean    | 2:49  |
| 6.  | Good Days Bad Days       | 2:53  |
| 7.  | Tomato in the Rain       | 3:51  |
| 8.  | Half the Truth           | 3:44  |
| 9.  | Always Happens Like That | 3:12  |
| 10. | Addicted to Drugs        | 3:53  |
| 11. | Remember You're a Girl   | 2:37  |